# Leida Kibuvits
Leida Kibuvits właściwie Leida Kupits (ur. 18 października 1907 w Kurepalu, zm. 5 grudnia 1976 w Tallinnie) – estońska pisarka. 

## Życiorys
Leida Kibuvits urodziła się we wsi Kurepalu, w prowincji Tartu, w gminie Haaslava. Jej ojciec był krawcem, a matka pokojówką. Dzieciństwo spędziła w Tartu, w pobliżu rzeki Emajõgi, gdzie jej rodzice przeprowadzili się. W wieku 12 lat straciła ojca. W latach 1913–1919 uczyła się w niemieckiej szkole dla dziewcząt Amalie Salomon w Tartu; w latach 1919–1927 w gimnazjum dla dziewcząt w Tartu, a od 1922–1924 w szkole artystycznej w Pallas, gdzie była uczennicą Konrada Mägi. Od 1927 r. pracowała jako asystent farmaceutyczna, w 1929 r. rozpoczęła pracę maszynistki w ministerstwie obrony. Tam poznała porucznika Augusta Kibuvitsa (1904–1967), którego poślubiła w 1931 r. W 1938 r. urodziła się ich córka Kai.
W latach 1933–1944 pisała zawodowo i mieszkała w Parnawie, gdzie była także dramaturgiem w teatrze Endla. Pisała zarówno opowiadania, jak i powieści oraz tłumaczyła obcą literaturę, m.in. Goethego i Zweiga. Jako wykształcona artystka zilustrowała także dwie ze swoich książek, zbiór opowiadań Rist ja rõõm oraz powieść Kass arvab, et... W 1932 r. jej książka Soomustüdruk wygrała konkurs na powieść wydawnictwa „Loodus”, a w 1940 r. zajęła pierwsze miejsce w konkursie gazet „Sirp ja Vasar” opowiadaniem Väike kivi. Od 1938 r. była członkiem Estońskiego Związku Pisarzy, a od 1945 roku członkiem Związku Pisarzy Estońskiej SRR.
W 1940 r. przeniosła się do Pechory z powodu pracy Augusta Kibuvitsa. W czasie II wojny światowej jej mąż zaginął i został uznany za zmarłego. W 1943 r. Leida wystąpiła o rozwód w 1943 r. Wiele lat później okazało się, że August uciekł do Kanady, pozostawiając żonę i córkę i poślubił Estonkę o imieniu Luise. W 1944 r. Leida Kibuvits znalazła zatrudnienie jako kierownik działu kultury w gazecie Rahva Hääl. Stanowisko to zajmowała przez dwa lata. W 1948 r. wyszła za mąż za komunistę Leo Aisenstadta (1912–1975). 4 lutego 1950 r. Aisenstadt został uwięziony i skazany na osiem lat więzienia przez władze sowieckie. Leia Kibuvits została aresztowana 13 lutego. Głównym oskarżeniem przeciwko pisarce było to, że podczas okupacji niemieckiej w 1942 r. opublikowała antyradzieckie teksty, współpracowała z Niemcami oraz podkopywała i zniesławiała władzę sowiecką. Została skazana na 25 lat pobytu w obozie i 5 lat wygnania, wyrok miał potrwać do 13 lutego 1975 r. Podjęto również decyzję o konfiskacie całego mienia. Leida Kibuvits pisała liczne pisma o ułaskawienie. Do kraju wróciła pod koniec 1954 r.

## Wybrane dzieła
- Rahusõit, 1933
- Paradiisi pärisperenaine, 1934
- Manglus Sepapoeg, 1936
- Kass arvab, et..., 1936
- Rist ja rõõm, 1938
- Sipelgaõli, 1941
- Kaks meest on ikka kaks meest, 1947
- Tuljak ja Tups, 1948
- Soomustüdruk, 1957
- Elagu inimene, 1962
- Endistest aegadest, 1977
- Lepatriinupunane, 1987